# دوينجانغ زيغيه

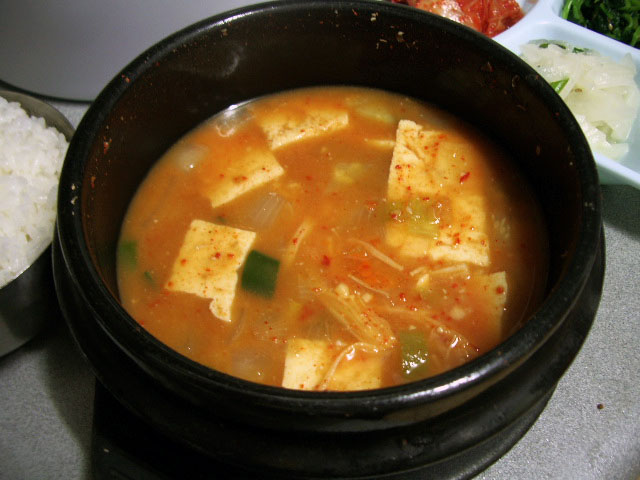
دوينجانغ زيغيه
'دوينجانغ" (عجينة فول الصويا) المصنوع من فول الصويا الأصفر من أهم التوابل الكورية حيث يستعمله الكوريون في صنع الشربة أو اليخنة وحتى في شي اللحوم. ومن أكثر طرق تناوله المتميزة أكل الأرز الممزوج مع الشعير من خلال إضفاء دوينجانغ زيغيه.(أشعر بالجوع!) هكذا لا تعد عجينة فول الصويا من الأطعمة الذيذة فقط وبل أيضا تعد مفيدة للصحة الطيبة مثل معظم الأطباق الكورية. ويشبه طبق دوبانجانغ الصيني وطبق ميسو الياباني عجينة فول الصويا الكورية ولكن لم يتم طهيهما من خلال التخمير. ولعجينة فول الصويا الكورية مزايا كثيرة مثل فاعلية مقاومة السرطان مما يجعل الكثير من الزوار الأجانب لكوريا يشترون عجينة فول الصويا الكورية بدلا من الصلصات الأخرى.
- مدة الإعداد: ثلث ساعة

- مدة الطهو: 12- 15 دقيقة

- الكمية : ثلاثة أشخاص

## مواد
4 ملعقة طعام من عجينة فول الصويا، 3 فنجان شربة البلم، 60 غ لحم البقر، 1/3 قرع، 1/4 بصلة خضراء كبيرة، 1 فلفل أحمر، 1 فلفل أخضر، 2 فطر بيوكو التقليدي، 1/4 خثارة فول الصويا، 1 ملعقة طعام من فلفل أحمر، 1 ملعقة طعام من الثوم المفروم

## طريقة الطهو
1. قطعي لحم البقر إلى قطع رقيقة وقطعي البصلة الخضراء والفلفل الأحمر والأخضر والقرع بطول 0.5 سنتمتر.

2. قطعي فطر بيوكو والبصلة بعرض 0.5 سنتمتر.

3. قطعي خثارة فول الصويا على نحو مربع بحجم 1* 2 سنتمتر.

4. ضعي عجينة فول الصويا ولحم البقر في قدر طيني وصبي شربة البلم ثم سخنيها.

5. عندما تغمر الشربة، ضعي الفطر، القرع، البصل، الفلفل الأحمر والأخضر وخثارة فول الصويا على الترتيب.

6. انثري البصل الأخضر، والثوم المفروم، دقيق الفلفل الأحمر.

7. أطفئي النار وقدمي الطبق مع الأرز الطهي الممزوج مع الشعير.

## خارجي المراجع
1. ↑  "معلومات عن دوينجانغ زيغيه على موقع tasteatlas.com". tasteatlas.com. مؤرشف من الأصل في 2021-03-05.
2. ↑  "معلومات عن دوينجانغ زيغيه على موقع babelnet.org". babelnet.org. مؤرشف من الأصل في 2020-04-01.

- "Vank". Voluntary Agency Network of Korea. مؤرشف من الأصل في 2019-10-19.
- "Korea Be Inspired". Korea Tourism Organization. مؤرشف من الأصل في 2010-07-04.